# Resende, Rio de Janeiro
Resende är en stad och kommun i sydöstra Brasilien och ligger i delstaten Rio de Janeiro. Staden ligger vid floden Paraíba do Sul, och folkmängden uppgår till cirka 100 000 invånare. Volkswagen Nutzfahrzeuge har verksamhet i Resende.

## Administrativ indelning
Kommunen var år 2010 indelad i fem distrikt:
- Agulhas Negras
- Engenheiro Passos
- Fumaça
- Pedra Selada
- Resende